# Israel Weapon Industries
Israel Weapon Industries (kurz: IWI; hebräisch מִפְעָלֵי נֶשֶׁק יִשְׂרָאֵל בָּעָ״מ Mifʿalej Nescheq Jisraʾel BʿA"M, deutsch ‚Waffenwerke Israels GmbH‘) ist ein israelischer Hersteller von Kleinwaffen mit Hauptsitz in Ramat haScharon. Das Unternehmen entstand 2005 durch die Ausgliederung der Kleinwaffen-Sparte aus dem ehemals staatlichen Rüstungskonzern Israel Military Industries (IMI). IWI gehörte 2014 laut eigenen Angaben zu den fünf größten Schusswaffenherstellern der Welt mit einer Exportquote von rund 90 %. IWI gehört heute der privatwirtschaftlichen Rüstungsholding SK Group aus Israel an. Das Unternehmen ist die größte Tochtergesellschaft der Holding.
Produkte von IWI finden innerhalb der Israelischen Verteidigungsstreitkräfte, aber auch bei anderen Streit- und Sicherheitskräften weltweit Anwendung.

## Produkte
Bekannte Produkte des Unternehmens:
- Pistolen
  - Jericho 941
  - Desert Eagle
  - Masada
- Maschinenpistolen
  - Uzi
  - Tavor X95 Maschinenpistole
- Schrotflinte
  - IWI Tavor TS12
- Sturmgewehre
  - Galil
  - IWI ACE
  - Tavor
  - Tavor X95
  - ARAD
- Maschinengewehre
  - Negev
  - Negev NG7
- Scharfschützengewehre
  - Galil Sniper (Galatz)

- Panzerabwehrlenkwaffe
  - MAPATS

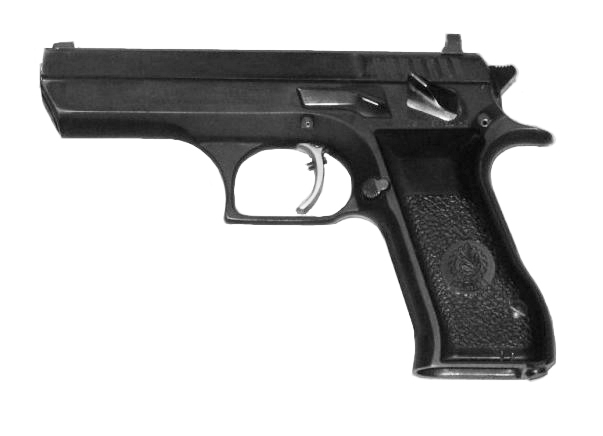
Jericho 941
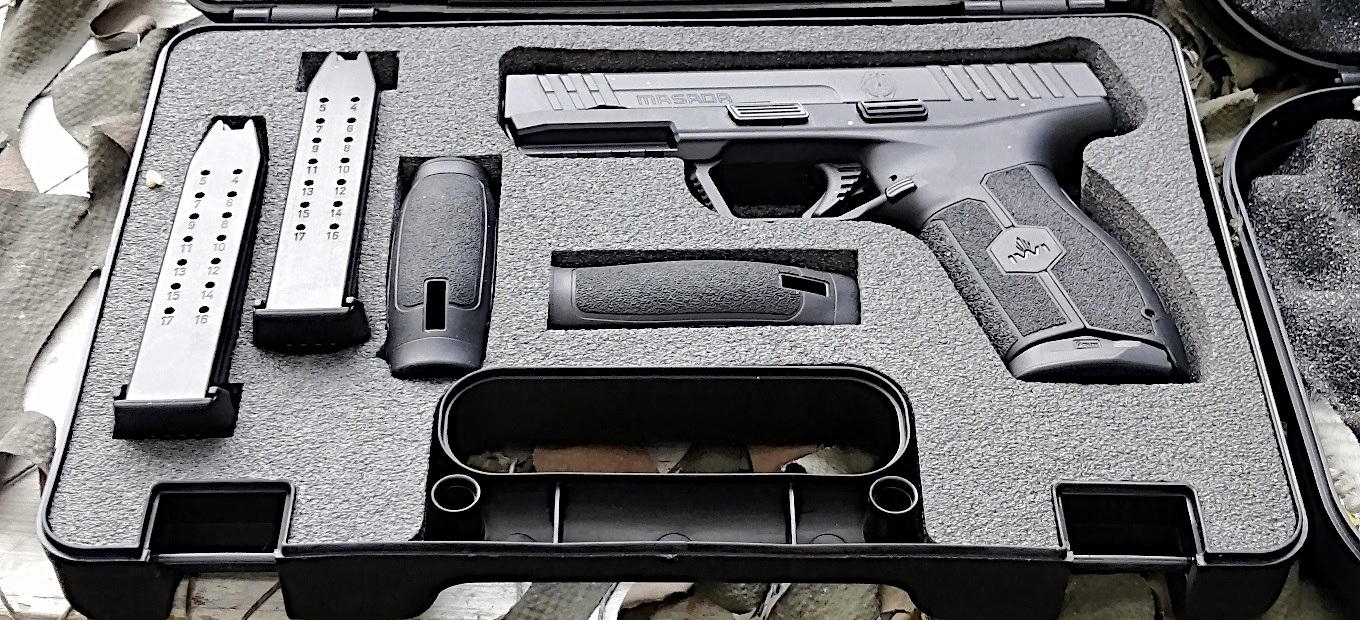
Masada
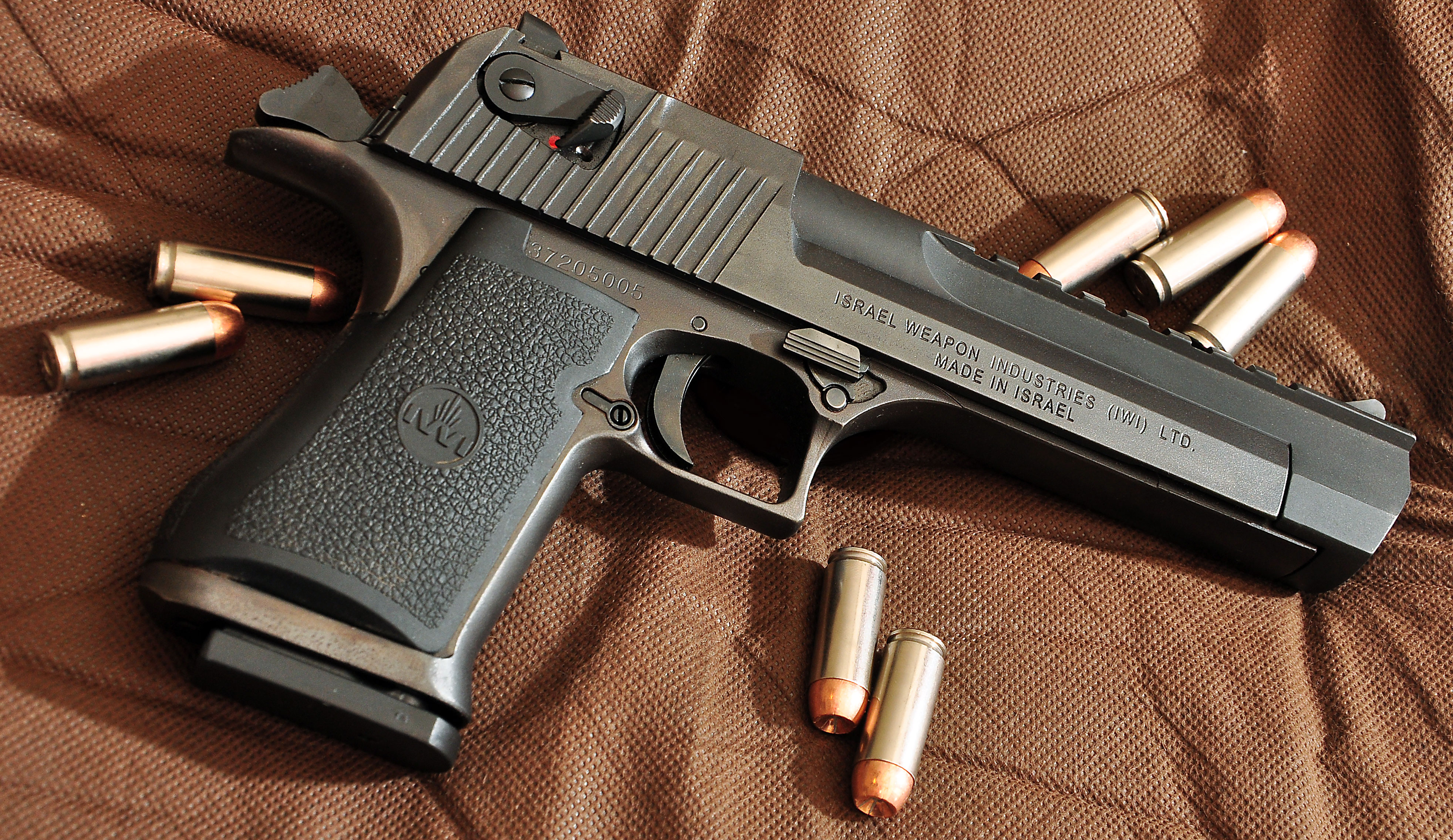
Desert Eagle
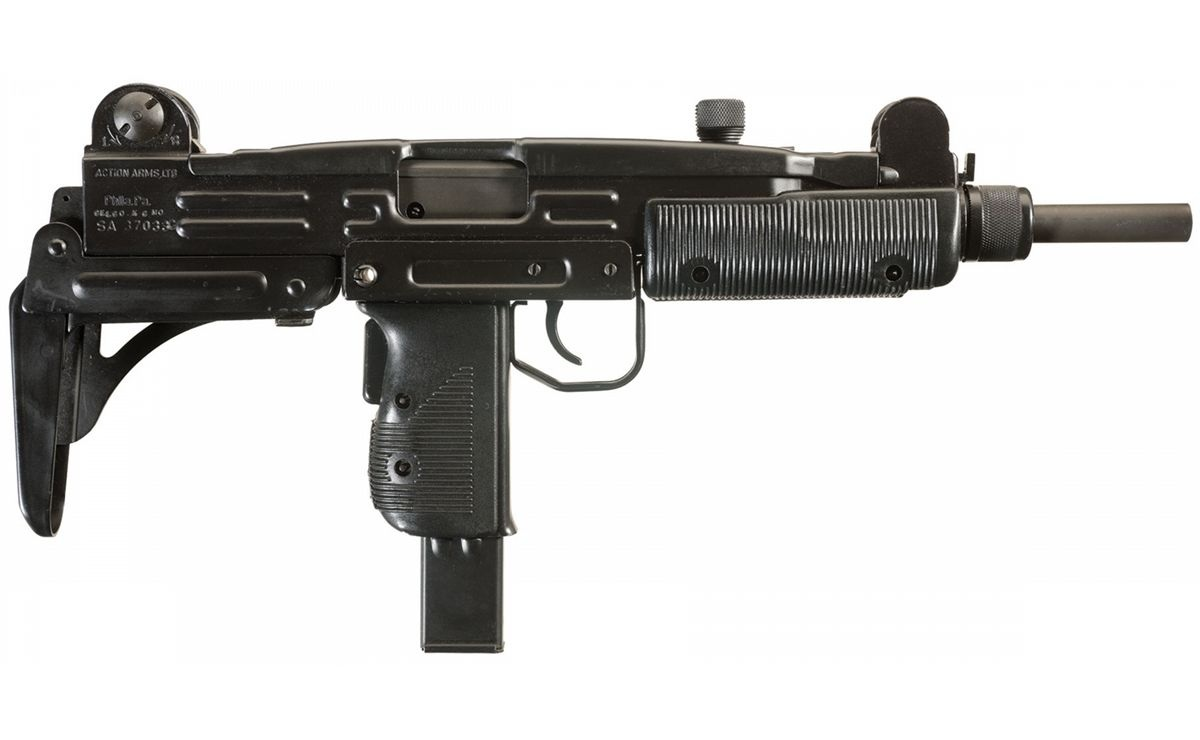
Uzi
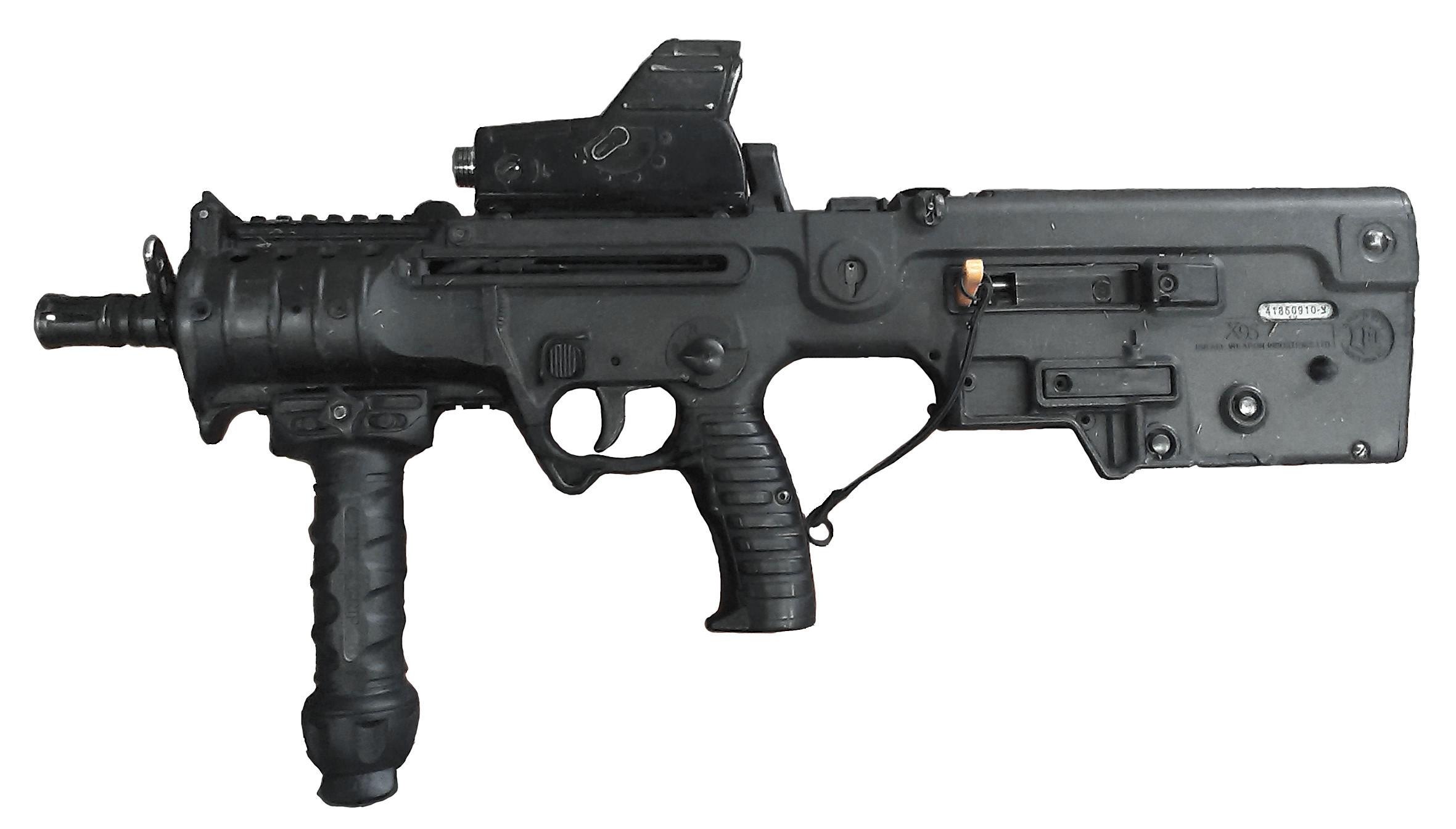
Tavor X95
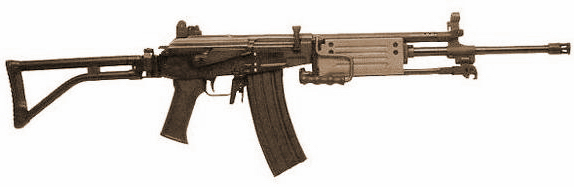
Galil
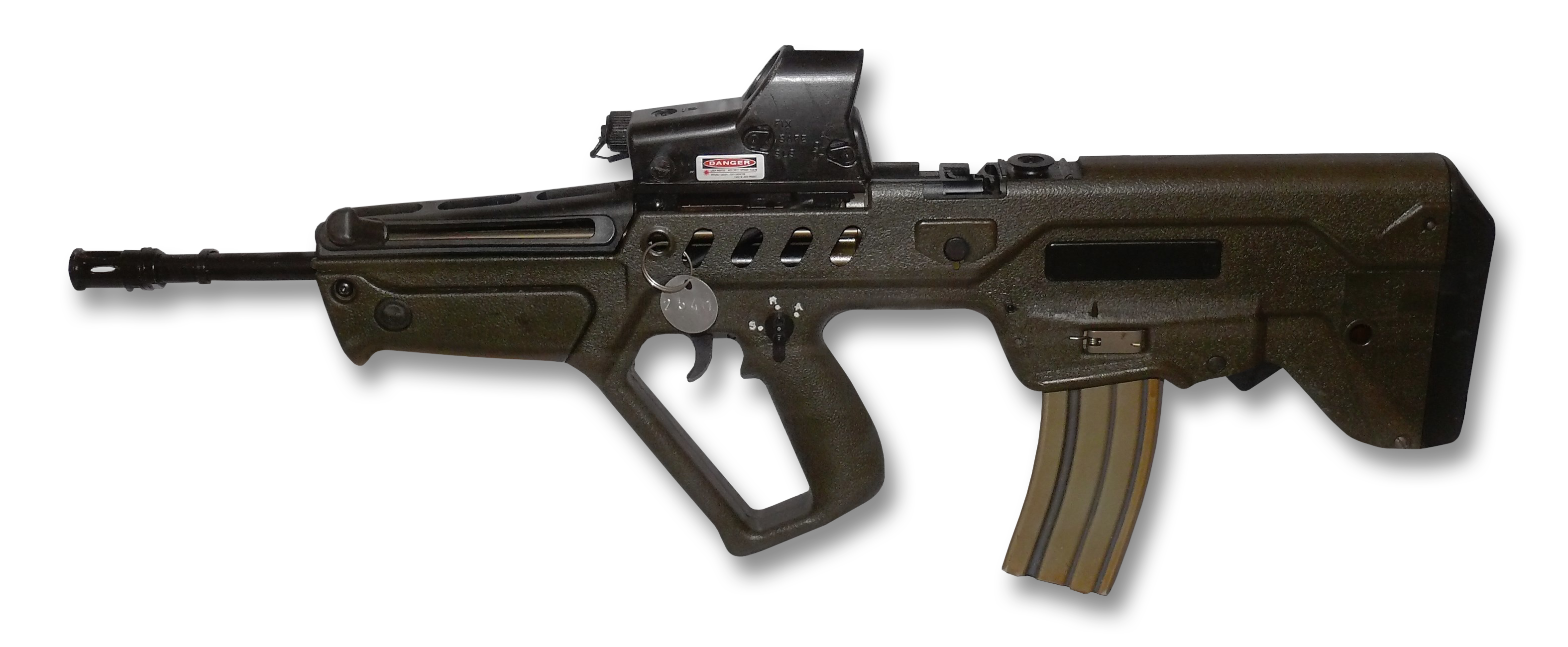
Tavor
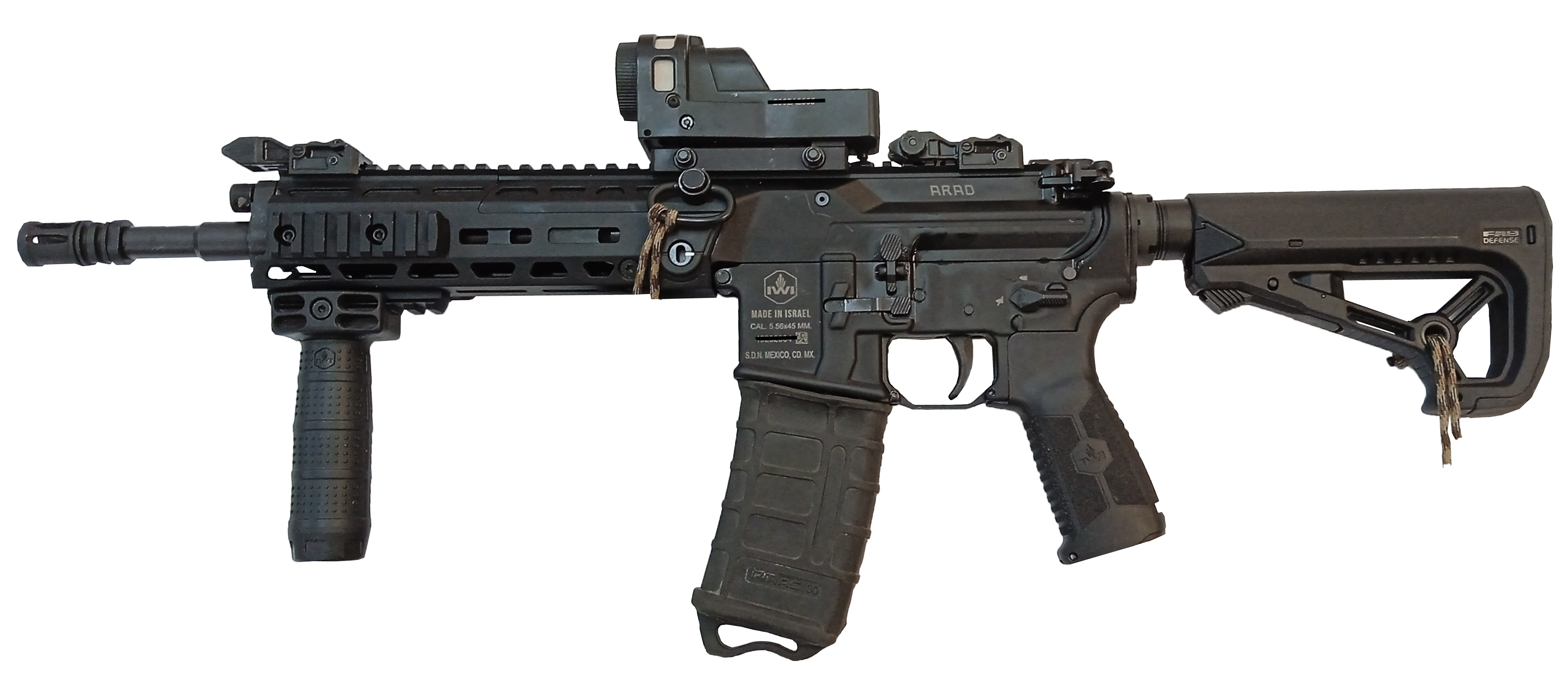
ARAD
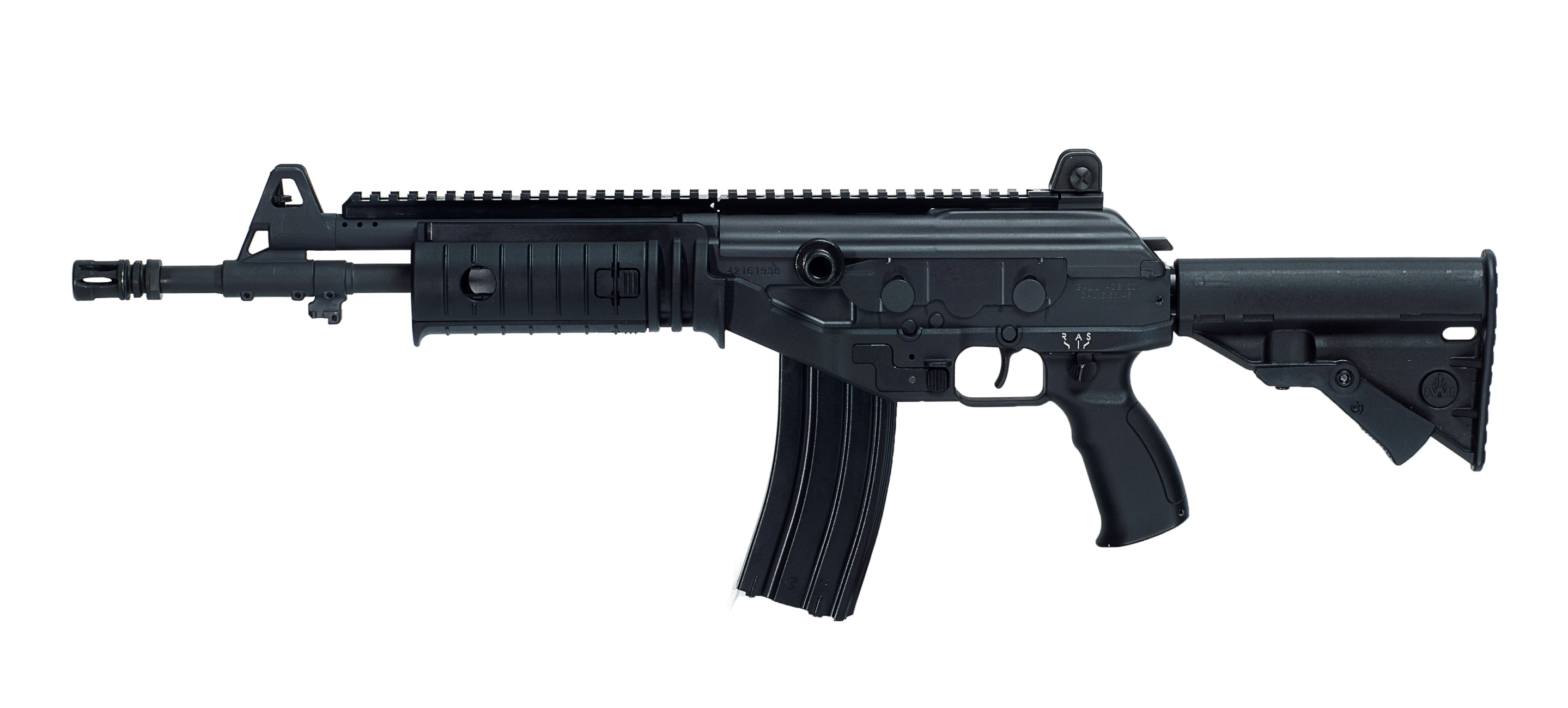
ACE
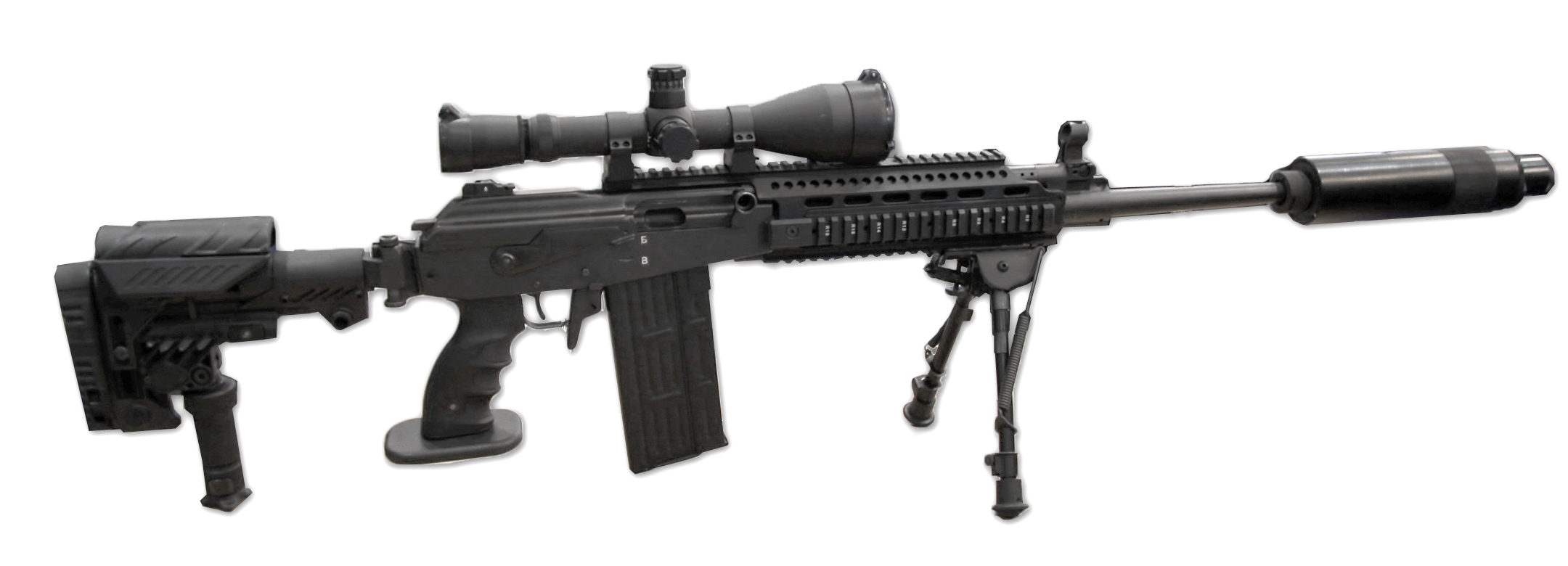
Galatz
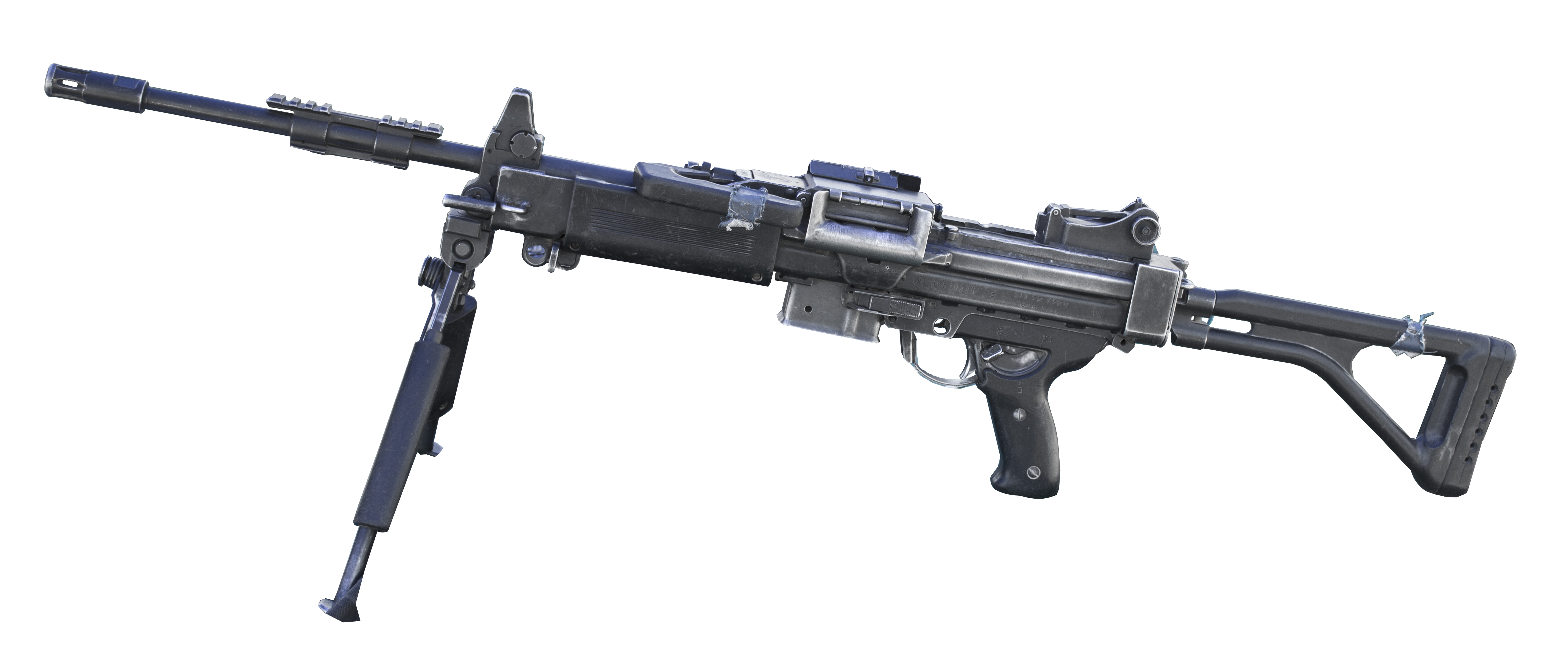
Negev
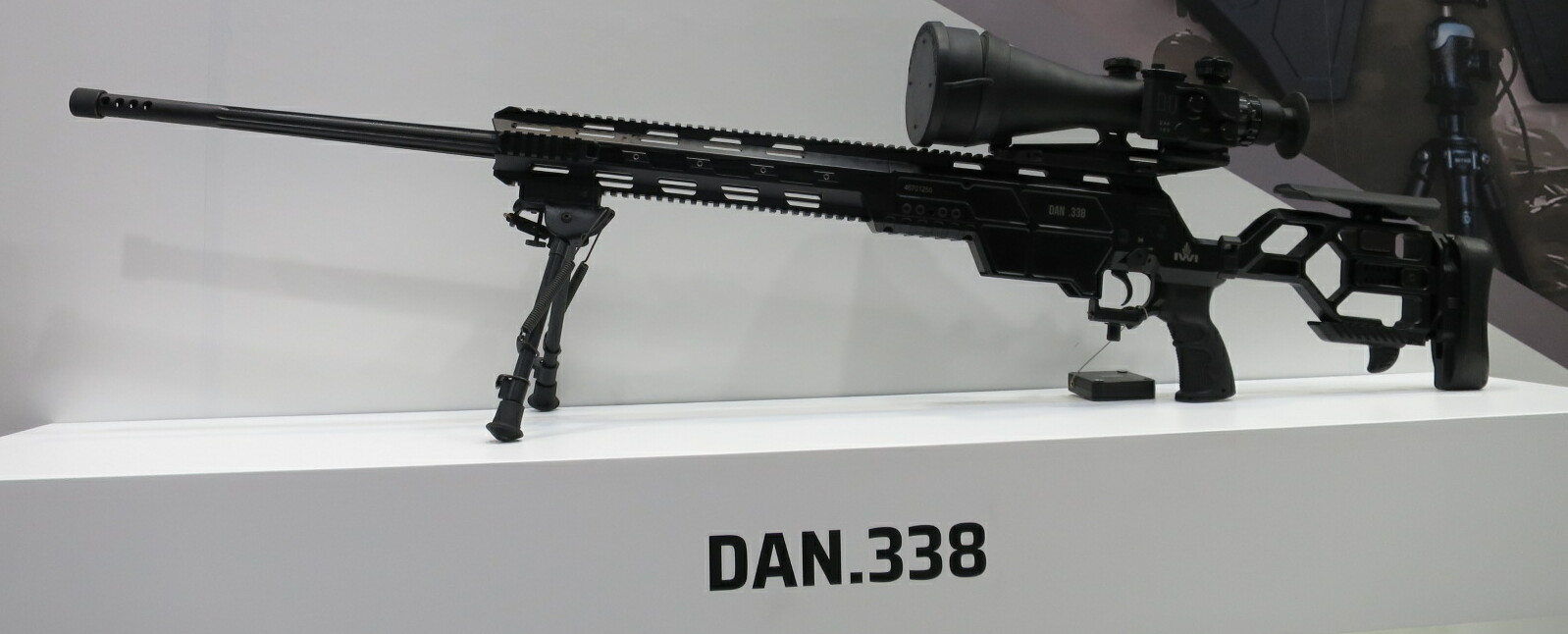
IWI Dan
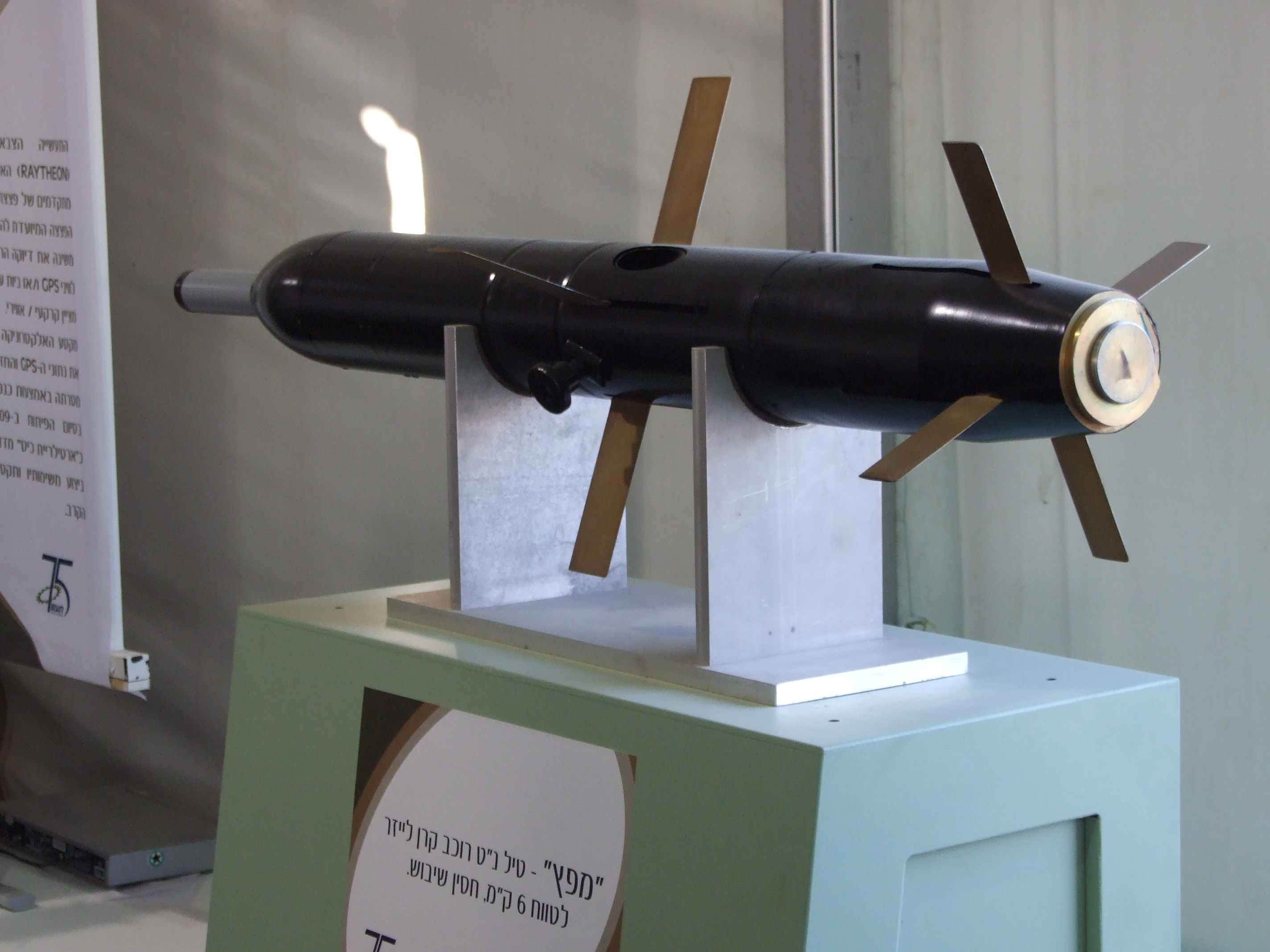
MAPATS